# Astragalus cornu-caprae
Astragalus cornu-caprae es una especie de planta del género Astragalus, de la familia de las leguminosas, orden Fabales.
Fue descrita científicamente por Sirj. & Rech.f.